# Pola Lipińska
Pola Lipińska, właśc. Apolonia Lipińska-Maciukiewicz (ur. 16 stycznia 1935 w Lublinie, zm. 27 kwietnia 2025 w Warszawie) – polska śpiewaczka operowa (mezzosopran), solistka Teatru Wielkiego – Opery Narodowej, pedagog wokalny.

## Życiorys i przebieg kariery
Początkowo planowała być pianistką, uczyła się także gry na akordeonie. Po kontuzji dłoni, która uniemożliwiła realizację tych planów, postanowiła szkolić swój głos i rozpoczęła studia w PWSM w Warszawie (obecnie Uniwersytet Muzyczny Fryderyka Chopina) pod kierunkiem prof. Grzegorza Orłowa.
Zaangażowana przez Bohdana Wodiczkę, ówczesnego dyrektora Opery Warszawskiej, zadebiutowała w małej roli Inez w Trubadurze G. Verdiego. Prawdziwy debiut śpiewaczki nastąpił 7 września 1962, jako Amneris w Aidzie G. Verdiego, śpiewaczka była wtedy na III roku studiów.
3 lutego 1963 roku wzięła udział w pierwszym przedstawieniu Aptekarza J. Haydna przygotowanym przez Scenę Kameralną Filharmonii Narodowej, która z czasem stała się Warszawską Opera Kameralną.

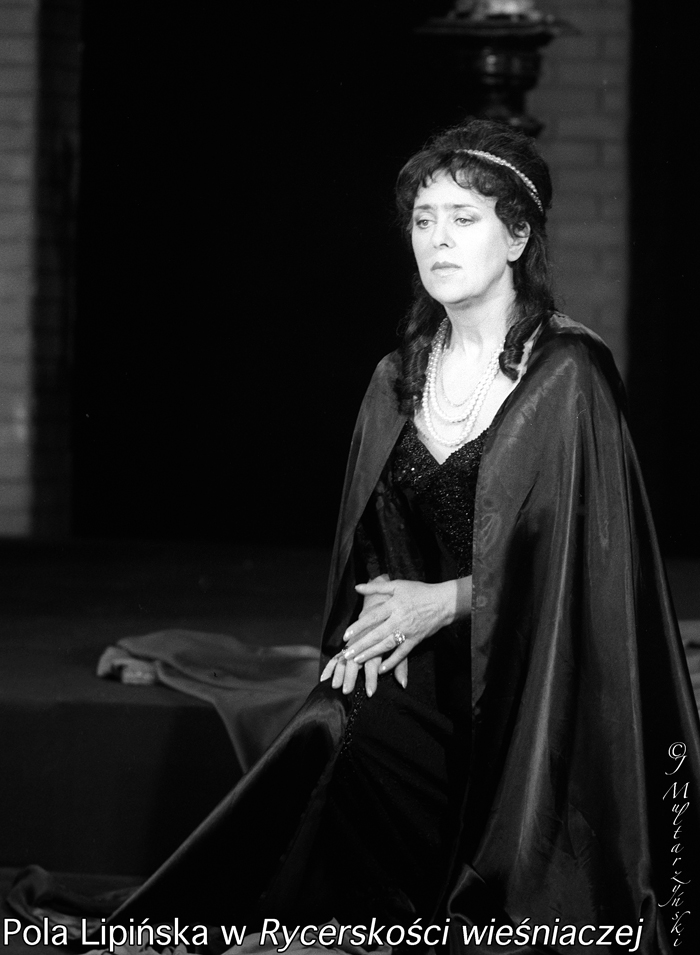
Pola Lipińska, Santuzza, TV, Warszawa

W 1964 roku otrzymała, po przesłuchaniu, stypendium Akademii Muzycznej w Los Angeles, gdzie przez rok pracowała pod kierunkiem Jana Poppera. Zaśpiewała też koncert w San Francisco (pieśni słowiańskie i francuskie), jednak nie skorzystała z otrzymanych propozycji występów w Waszyngtonie i Dallas, wróciła do Teatru Wielkiego w Warszawie.
W repertuarze operowym ma ponad 40 partii. Na warszawskiej scenie zaśpiewała m.in.: Jadwigę w Strasznym dworze, Jasia w Jasiu i Małgosi, Cherubina w Weselu Figara, Eboli w Don Carlosie, Olgę w Eugeniuszu Onieginie, tytułową Carmen, Rozynę w Cyruliku sewilskim, Marynę w Borysie Godunowie, Wenus w Tannhäuserze oraz Santuzzę w Rycerskości wieśniaczej Mascagniego.
Wystąpiła też polskich prapremierach: była pierwszą Sekretarką w Konsulu G. Menottiego, Judytą w Judith A. Honeggera, Margaret w Wozzecku A. Berga.

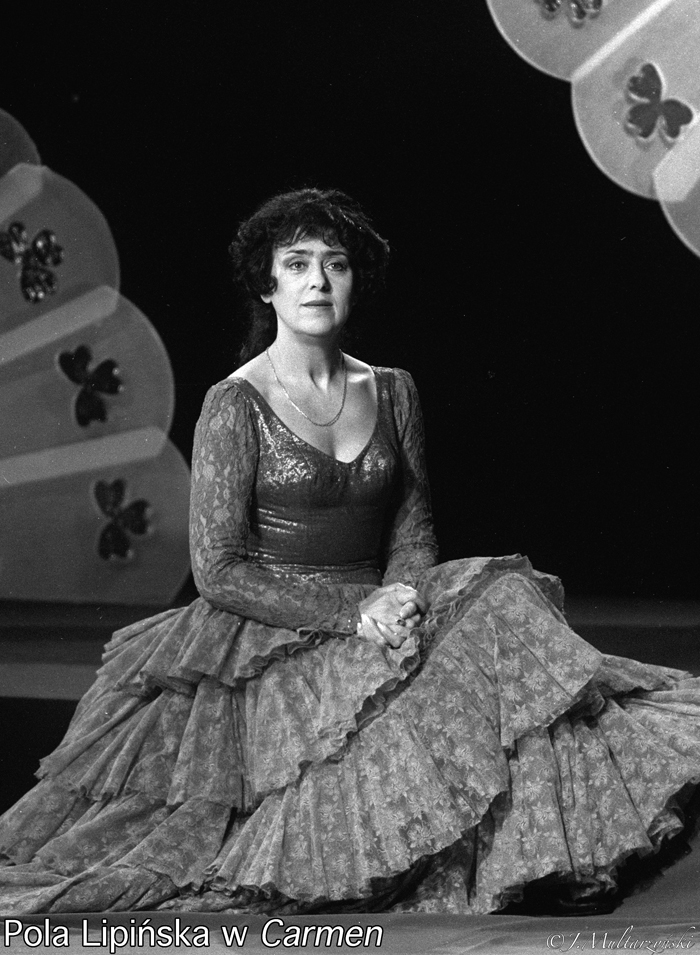
Carmen

W operze telewizyjnej Marty Ptaszyńskiej Oskar z Alwy wykonywała rolę tytułową, kreowała też Brangenę w koncertowym wykonaniu Tristana i Izoldy w Filharmonii Narodowej na początku lat 80.
Wykonywała również muzykę baroku i muzykę współczesną. W swoim repertuarze posiadała również wszystkie większe mezzosopranowe i altowe pozycje z repertuaru oratoryjnego, od Bacha, Vivaldiego, Mozarta, Beethovena przez dzieła Mahlera, Liszta i Szymanowskiego aż do muzyki współczesnej (Strawiński, Penderecki, Perkowski, Bargielski). Śpiewała partie altowe i mezzosopranowe w takich dziełach jak: Requiem G. Verdiego, Stabat mater A. Vivaldiego, G. Rossiniego i G. Pergolesiego.
Wykonywała również bogaty repertuar pieśniarski. Jako śpiewaczka koncertowa współpracowała z większością polskich filharmonii.
Przedstawienia z jej udziałem zawsze ściągały do teatru rzesze wielbicieli artystki, otrzymywała znakomite recenzje. Ceniono pięknie brzmienie jej ciemnego głosu o dużej mocy i dramatycznym zabarwieniu, którym gdy tego wymagała prezentowana partia nabierał ruchliwości i elastyczności. Szczególny podziw budziła zawsze „wspaniała interpretacja i cudowne, aksamitne doły (z brzmieniem rejestru piersiowego śpiewaczki mało czyj może się równać).
W 1987 roku, będąc jeszcze w pełni formy wokalnej, artystka podejmuje decyzję o zakończeniu kariery artystycznej i odejściu z zespołu Teatru Wielkiego.
Nadal jednak koncertuje, współpracuje z Koncertową Orkiestrą Wojskową prowadzoną przez prof. Arnolda Rezlera, występuje na festiwalach w Krynicy, Sanoku i Wrocławiu (Wratislawia Cantans). Na początku lat dziewięćdziesiątych śpiewa koncert arii starowłoskich i barokowych w Łazienkach, co przynosi jej kolejny sukces.

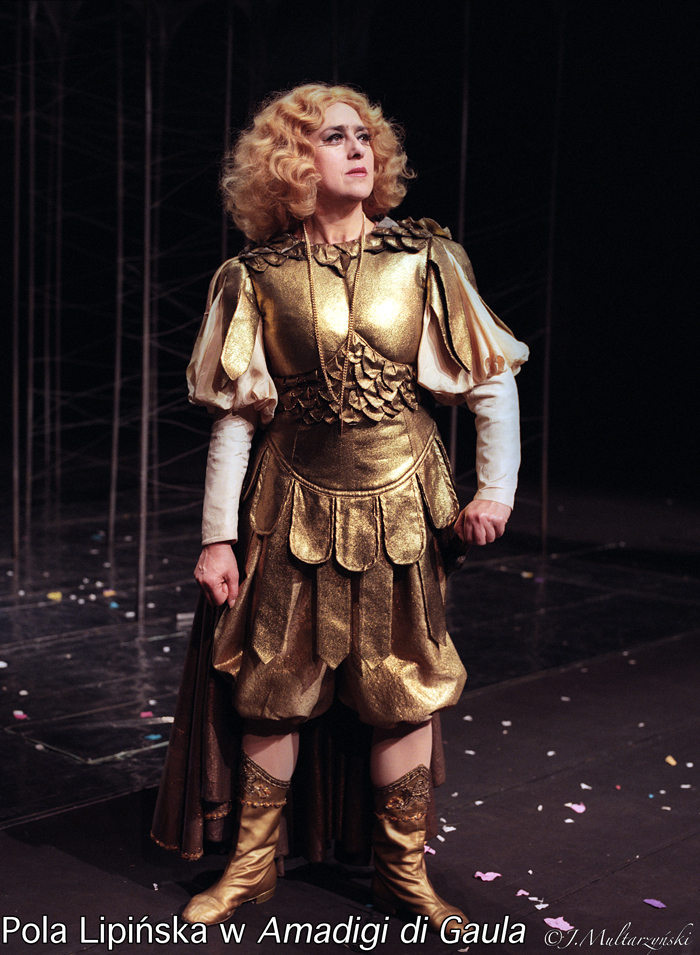
Pola Lipińska, Amadys w Amadigi di Gaula, Haendla, TW-ON

W latach 1991–2001 uczyła śpiewu w Szkole Muzycznej im. Józefa Elsnera w Warszawie.

## Nagrania
- Pola Lipińska, Opera Recital, Warner Music Group / Polskie Nagrania, 5907783423871, data wydania: 31-08-2011;
- Pola Lipińska, Marian Sawa, Kolędy, Polskie Nagrania PNCD 649, rok wydania: 2002;
- Stanisław Moniuszko, Litania I Ostrobramska, soliści: M. Sutkowska, Z. Nikodem, P. Lipińska, W. Pilewski, Warszawska Orkiestra Kameralna, Chór Polskiego Radia i Telewizji We Wrocławiu, dyr. E. Kajdasz, Veriton, XV-714;
- Marcin Mielczewski, Bartłomiej Pękiel, Muzyka Polskiego Baroku, soliści: M. Sutkowska, Z. Nikodem,K. Kurtis, P. Lipińska (w: Magnificat z Vesperae Dominicales), Z. Nowacka, W. Pilewski, Veriton, SXV-704;
- Fantazja Polska, Orkiestra Koncertowa Wojska Polskiego, Polskie Nagrania Muza, SX 2748 (Pola Lipińska wykonuje pieśń S. Niewiadomskiego Maki);
- Orkiestra Polskiego Radia, Echa Ojczyzny, Polskie Nagrania Muza,XL 0204 (Z. Wilma – Bagniuk, Z. Nikodem, P. Lipińska, J. Wojtan, dyr. J. Kołaczkowski);
- Tradycyjne polskie pieśni: Płonie Ognisko w Lesie, Polskie Nagrania Muza, XL 0321 (H. Lisowska, Z. Nikodem, J. Wojtan, P. Lipińska (alto vocals), dyr. I. Łojewski), 1966;
- Pieśni Chłopskiej Walki, soliści: A. Kossakowska, P. Lipińska, R. Tarasewicz, J. A. Adamczewski, A. Zwierz, dyr. I. Łojewski*, J. Kołaczkowski, Polskie Nagrania Muza, XL 0567.

## Nagrania telewizyjne
- Stanisław Moniuszko, Bardzo straszny dwór – film telewizyjny (fragmenty): Andrzej Hiolski (Miecznik), Bogdan Paprocki (Stefan), Ryszard Krawucki (Zbigniew), Bernard Ładysz (Skołuba), Bożena Betley (Hanna), Pola Lipińska (Jadwiga), Bożena Brun-Barańska (Cześnikowa), Beata Artemska (Straszydło Brunhilda), reżyseria: Maria Fołtyn i Tadeusz Piotrowski, scenariusz Bogusław Kaczyński, Opera Poznańska, Zespół „Wielkopolska”, realizacja w Rogalinie i Srebrnej Górze[11], 1976 r.